# Йохана фон Насау-Диленбург
Йохана фон Насау-Диленбург (на немски: Johanna von Nassau-Dillenburg; * 1444; † май 1488) е графиня от Насау-Диленбург и чрез женитба през 1475 г. графиня на Валдек в Германия.

## Произход
Тя е дъщеря на граф Йохан IV фон Насау-Диленбург (1410 – 1475) и съпругата му графиня Мария от Лоон-Хайнсберг (1424 – 1502), дъщеря на граф Йохан II фон Юлих-Хайнсберг († 1438) и Анна фон Золмс-Браунфелс († 1433).

## Фамилия
Йохана фон Насау-Диленбург се сгодява на 16 август 1452 г. и се омъжва на 14 октомври 1464 г. за граф Филип I фон Валдек (* 1445, † 1475), големият син на граф Фолрад фон Валдек († сл. 1 февруари 1475) и на Барбара фон Вертхайм († сл. 1453), дъщеря на граф Михаел I фон Вертхайм († 1440). Двамата имат син:
- Хайнрих VIII (* 1465, † 1513), граф на Валдек, женен 1492 г. за Анастасия фон Рункел, дъщеря наследничка на Вилхелм фон Рункел († 1489).